# Nowa Wioska (Będzin)
Pour les articles homonymes, voir Nowa Wioska.
Nowa Wioska est une localité polonaise de la gmina de Siewierz, située dans le powiat de Będzin en voïvodie de Silésie.